# Skírnismál
Skírnismál (A balada de Skírnir, A canção de Skírnir, A jornada de Skírnir) é um dos poemas mitológicos da Edda em verso, uma colecção de poemas em norueguês antigo. Foram preservados inicialmente no manuscrito medieval islandês Codex Regius, do século XIII e no manuscrito AM 748 I 4to.
Alguns peritos acreditam que o poema pode ser representado como sendo uma espécie de hieros gamos.
O prólogo em prosa do poema relata que o deus Freyr, filho de Njord, sentou-se no trono de Odin, o Hliðskjálf, a observar todos os mundos. Enquanto via o mundo dos gigantes, Jotunheim, Freyr reparou numa bela jovem, e logo se apaixonou. Temendo que fosse impossível conquistá-la, foi invadido pela tristeza e melancolia.

## Poemas do Codex Regius
- Völuspá (A profecia da mulher sábia, A profecia da vidente)
- Hávamál (A balada do mais alto, Os ditos de Hár, Os ditos do mais alto)
- Vafþrúðnismál (A balada de Vafthrúdnir, A canção de Vafthrúdnir, Os ditos de Vafthrúdnir)
- Grímnismál (A balada de Grímnir, A canção de Grímnir, Os ditos de Grímnir)
- Skírnismál (A balada de Skírnir, A canção de Skírnir, A jornada de Skírnir)
- Hárbarðsljóð (O poema de  Hárbard, A canção de Hárbard)
- Hymiskviða (A canção de  Hymir, O poema de Hymir)
- Lokasenna (A discussão de Loki, O cinsurso de insultos de Loki, A disputa de Loki)
- Þrymskviða (A canção de Thrym, O poema de Thrym)
- Völundarkviða (A canção de Völund)
- Alvíssmál (A balada Alvís, A canção Alvís, Os ditos de toda a sabedoria)